# 匈牙利的索菲亞
匈牙利的索菲亞（德語：Sophia von Ungarn，約1050年—1095年6月18日），卡尼奧拉藩侯夫人（約1062年至1070年）、薩克森公爵夫人（1072年至1095年），匈牙利國王貝拉一世與妻子里基莎的女兒。

## 家庭
1062年左右，索菲亞和卡尼奧拉藩侯烏爾里希一世結婚，兩人共有兩個兒子：
1. 烏爾里希二世（英语：Ulric II, Margrave of Carniola）（？年—1112年）
2. 波珀二世（英语：Poppo II, Margrave of Carniola）（？年—1098年）

烏爾里希一世於1070年去世。1072年，索菲亞和薩克森公爵馬格努斯結婚，兩人共有兩個女兒：
1. 沃芙希爾德（1072年—1126年）
2. 艾莉卡（英语：Eilika of Saxony）（約1080年—1142年），巴倫施泰特伯爵夫人